# Serenata n. 5 (Mozart)
La Serenata n. 5 in Re Maggiore, K 204/213a fu scritta il 5 agosto 1775 da Wolfgang Amadeus Mozart per le cerimonie all'Università di Salisburgo. L'opera è molto simile alla serenata K 203 composta l'estate precedente.

## Struttura
La struttura della serenata prevede due oboi, fagotto, due corni, due trombe e archi. Ci sono sette movimenti:
1. Allegro assai, 4/4
2. Andante moderato in Do Maggiore, 3/4
3. Allegro in Do Maggiore, 2/2
4. Minuetto & Trio, 3/4
5. [Andante] in Sol Maggiore, 2/4
6. Minuetto & Trio, 3/4
7. Andantino Grazioso, 2/4 — Allegro, 3/8

La Marcia in Re, K215, è stata spesso utilizzata come introduzione o per la conclusione di questa opera.